# Juniperus virginiana
Juniperus virginiana, comummente conhecida como zimbro-da-virgínia, é uma árvore da família das cupressáceas, nativa da região leste da América do Norte, medra desde o sudeste do Canadá ao até ao Golfo do México.

## Descrição

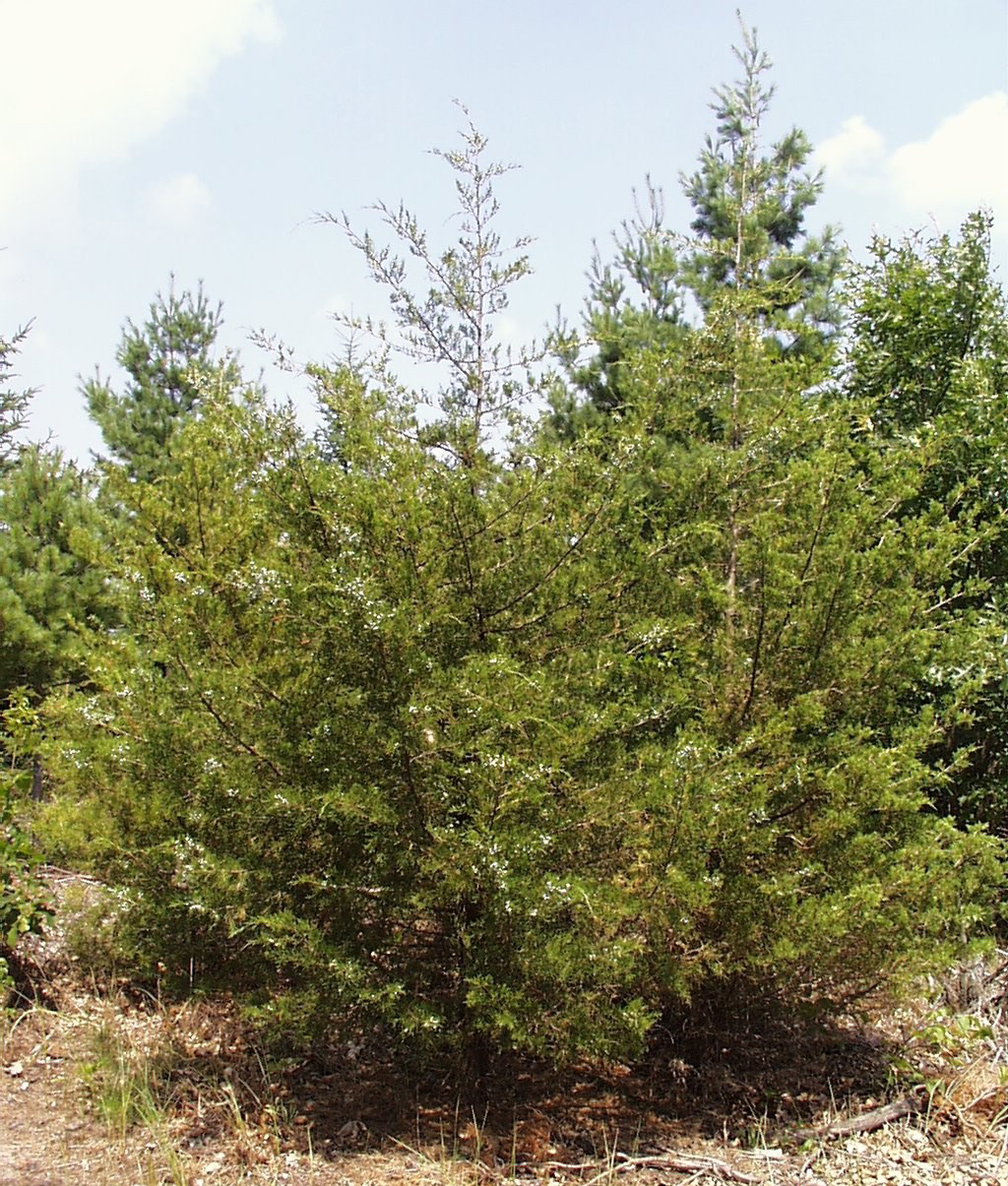
Árvore pequena

A árvore dióica, caracterizada pelas folhas aciculares persistentes. Caracteriza-se, ainda, pela madeira de coloração castanha-avermelhada e de pouca retração volumétrica, que é muito utilizada no fabrico de lápis nos Estados Unidos, onde goza do nome popular Pencil Cedar (Cedro do Lápis). 
Tem uma altura média que varia entre os 5 e 30 metros e um tronco de espessura na ordem dos 30 a 100 centímetros de diâmetro. O espécime mais velho desta árvore foi identificado no Missouri com uma idade estimada de 795 anos.